# Michael Ranseder
Michael Ranseder, né le 7 avril 1986 est un pilote autrichien de vitesse moto. Il participe aux Championnats du monde de vitesse moto dans la catégorie 125 cm3.